# Diogenornis
Diogenornis fragilis és una espècie extinta d'ocells d'estrucioniformes, dins del gènere Diogenornis, que va viure durant el Paleocè. Va ser descrita l'any 1983 pel científic brasiler Herculano Marcos Ferraz de Alvarenga. L'espècie tipus del gènere és D. fragilis. Inicialment es va considerar que pertanyia a la família Opisthodactylidae, posteriorment es va veure que era similar al modern ocell Rhea, excepte per tenir un bec més estret i unes ales més grosses. Segons Gerald Mayr, Diogenornis es considera membre dels Rheidae. Feia les dues terceres parts de l'alçada dels actuals Grans Rhea.